# Надсегурська Україна
«Надсегурська Україна» — часопис українців Іспанії.

## Опис
Надсегурська Україна — безкоштовний загальноіспанський універсальний електронний журнал, який віддзеркалює події і проблеми суспільно-культурного, громадсько-політичного та духовного життя українців Іспанії, а також іспанського суспільства загалом.
Видання є незалежним від впливів державних чи недержавних організацій, бізнесових кіл, а є продуктом ініціативи громадської журналістики задля задоволення інтересів української громади Іспанії.
Основне кредо видання: «Незалежний погляд. Збалансована інформація. Корисні поради».

## Історія
Існування українських засобів масової інформації на Піренях було ще в часи іспанської Громадянської війни. Представники т.зв. "четвертої хвилі" української еміграції 
також засновували тут низку видань друкованого слова впродовж 2000-х 
років. Проте, на кінець 2013 р. в Іспанії не видавалося жодної 
україномовної газети, або ж журналу - ця справа переживала глибоку 
депресію. Власне, ентузіазм громадського руху також не був на висоті. 
Події в Україні та її столиці наприкінці листопада 2013 р. змінили і 
нас, тут — далеко за межами Батьківщини.
Саме на хвилі 
синхронного проукраїнського гуртування наших співвітчизників у Іспанії, 
вдалися взнаки брак власної інформаційної площадки. Наші громади були 
практично ізольовані: про акції в тому чи в іншому місті лише розгублено
повідомлялося в соц-мережах... Цього було недостатньо.
У такому 
контексті знайшовся стійкий намір втілити проект, над котрим давно 
думалося. Проект базується на засадах громадської журналістики; вдалося 
поєднати ентузіазм молоді та активне сприяння старшого покоління. Так, 
до концепції та наповнення першого номера долучилися голови чотирьох 
українських громадських організацій (асоціацій) — Ольга Дзюбан 
(Барселона), Марія Курницька (Сантандер), Володимир Петрущак 
(Барселона), Стефанія Шевцова (Мурсія); а до праці також долучилися 
активісти громад: Барселони — Надія Петрущак, Світлана Румак, Світлана 
Школьна; Валенсії — Наталія Філенко.    
Згодом, тим чи іншим 
чином, з цим проектом розпочали взаємодію голови інших асоціацій: Юрій 
Чопик (Мадрид), Іван Вовк (Мадрид), Андрій Модрицький 
(Алькала-де-Енарес), Володимир Федюк (Барселона); активістами з 
Валенсії, Малаги, Алькоркону, Толедо. Слід окремо відзначити самовіддану
участь з самого початку цього проекту Анни Добровинської (Німеччина) та
Степана Золотаря (Україна).
Через брак можливостей, видання 
публікується у формі електронного журналу. Перший номер часопису вийшов у
день Водохреща 2014 р. — із наміром щомісячної періодичності. Важливий 
принцип цього часопису — безкоштовне розповсюдження.  

## Колектив
Постійний редакційний склад представляють: головний редактор -— Андрій Якубув, заступник головного редактора — Ольга Дзюбан, літературний редактор — Анна Добровинська, технічний редактор — Степан Золотар; асоційований редактор в Україні — Алла Кендзера.
Видання користується матеріалами дописувачів, має і певну кореспондентську мережу волонтерів у деяких містах Іспанії та в Україні. 

## Назва
Назва часопису має окрему історію. Цьому проекту хотілося дати ідентичну, автохтонну назву. Як виявдяється, річка Сегура — найбільша на південному сході Іспанії: вона протікає територіями провінцій чотирьох автономних областей країни — Андалусії, Кастилії-Ла-Манчі, Мурсії та Валенсії. Таким чином, вона — чи не єдина річка королівства, що охоплює територію усіх трьох нині діючих українських консульських округів у цій піренейській державі.  
Історична довідка: під час Громадянської війни в Іспанії приблизно з жовтня 1936 р. по квітень 1939 р. алікантійське селище Сан-Фулхенсіо носило назву «Украніа-дель-Сегура», що в перекладі означає «Надсегурська Україна».

## Архів
- № 9, спец. випуск - "Посольство Надсегурське"
- № 8, грудень 2014.
- № 7, жовтень-листопад 2014.
- № 6, серпень-вересень 2014.
- № 5, травень-липень 2014
- № 4, квітень 2014.
- № 3, березень 2014.
- № 2, лютий 2014.
- № 1, січень 2014.